# 장해익
장해익(1939년~)은 대한민국의 수필가이자 경영학박사이다.

## 약력
1939년 2월 22일 일본 나라현에서 태어나 해방 후 귀국하여, 성주중학교와 성주고등학교를 졸업했다. 호는 월파(月波)이며《문학세계》수필, 《신문예》시를 발표하며 작품활동을 시작하였다.  경북대학교 경제학과와 고려대학교 경영대학원을 졸업하였으며, 경희대학교대학원, 국방대학원 안보과정, 서울대학교 행정대학원 국가정책과정을 수료했다. 이어 캐나다 정부 초청으로 캐나다 오타와 유학시절 우정박물관과 화폐박물관에 한국 코너를 신설하였다. 미국 USC, UCLA 최고경영자과정 유학 후, 30년간 공직생활을 하였고, 감사원감사관, 감사교육원장을 끝으로, 성균관대학교, 고려대학교, 경희대학교 교수로 재직하였으며, 현 호서대학교 예우교수로 재직중이다. 「5월의 신록」으로 허균문학상을 수상하였으며, 대통령표창 2회, 홍조근정훈장, 황조근정훈장 등을 수훈했다. 또한 2008년「어린이 유괴·성범죄 추방 국민운동」 중앙본부에 신임 사무총장으로 임명되어 활동하였다.

## 수상
- 대한민국문예진흥문학 대상
- 허균문학상
- 탐미문학상
- 안중근의사상
- 대통령표창
- 홍조근정훈장
- 황조근정훈장

## 저서
- 「백원짜리 인생」수필집 (2008,책나라)
- 「국가발전과 감사」
- 「직무감사론」
- 「벤처기업론」

## 작품 수록 서
- 「한국을 빛낸 문인들」명작선 (2006,천우)
- 「올해의 명시선」(2007,책나라)
- 「마음에 평안을 주는 시」(책나라)